# Nguyễn Hồng Sơn (cầu thủ bóng đá, sinh 2000)
Nguyễn Hồng Sơn (sinh ngày 20 tháng 10 năm 2000) là một cầu thủ bóng đá chuyên nghiệp người Việt Nam hiện đang thi đấu ở vị trí tiền vệ cho câu lạc bộ SHB Đà Nẵng.
Năm 2013, Hồng Sơn trở thành cầu thủ Việt Nam duy nhất có suất đi Học viện Aspire (Qatar) sau khi giành chiến thắng ở cuộc thi Giấc mơ sân cỏ.

## Sự nghiệp quốc tế

### Bàn thắng quốc tế

#### U-19
| # | Ngày                | Địa điểm         | Đối thủ           | Ghi bàn | Kết quả | Giải                                 |
| - | ------------------- | ---------------- | ----------------- | ------- | ------- | ------------------------------------ |
| 1 | 7 tháng 9 năm 2017  | Yangon, Myanmar  | Brunei            | 2–0     | 8–1     | Giải vô địch trẻ AFF U-19 2017       |
| 2 | 13 tháng 9 năm 2017 | Yangon, Myanmar  | Myanmar           | 1–0     | 1–2     | Giải vô địch trẻ AFF U-19 2017       |
| 3 | 6 tháng 11 năm 2017 | Zhubei, Đài Loan | Đài Bắc Trung Hoa | 2–0     | 2–1     | Vòng loại Giải vô địch AFC U-19 2018 |
| 4 | 20 tháng 4 năm 2018 | Suwon, Hàn Quốc  | Maroc             | 1–1     | 1–1     | Cúp Suwon 2018                       |

## Thành tích

### Câu lạc bộ
PVF
- Giải bóng đá Hạng Nhì Quốc gia: 2016

Hà Nội
- V.League 1: 2018

Quảng Nam
- Giải bóng đá Cúp Quốc gia: 2019